# Aratinga verda
L'aratinga verda (Aratinga holochlora) és una espècie d'ocell de la família dels psitàcids que habita zones boscoses i terres de conreu de Mèxic, Guatemala, El Salvador, Hondures i nord de Nicaragua.